# Список дипломатичних місій Бельгії

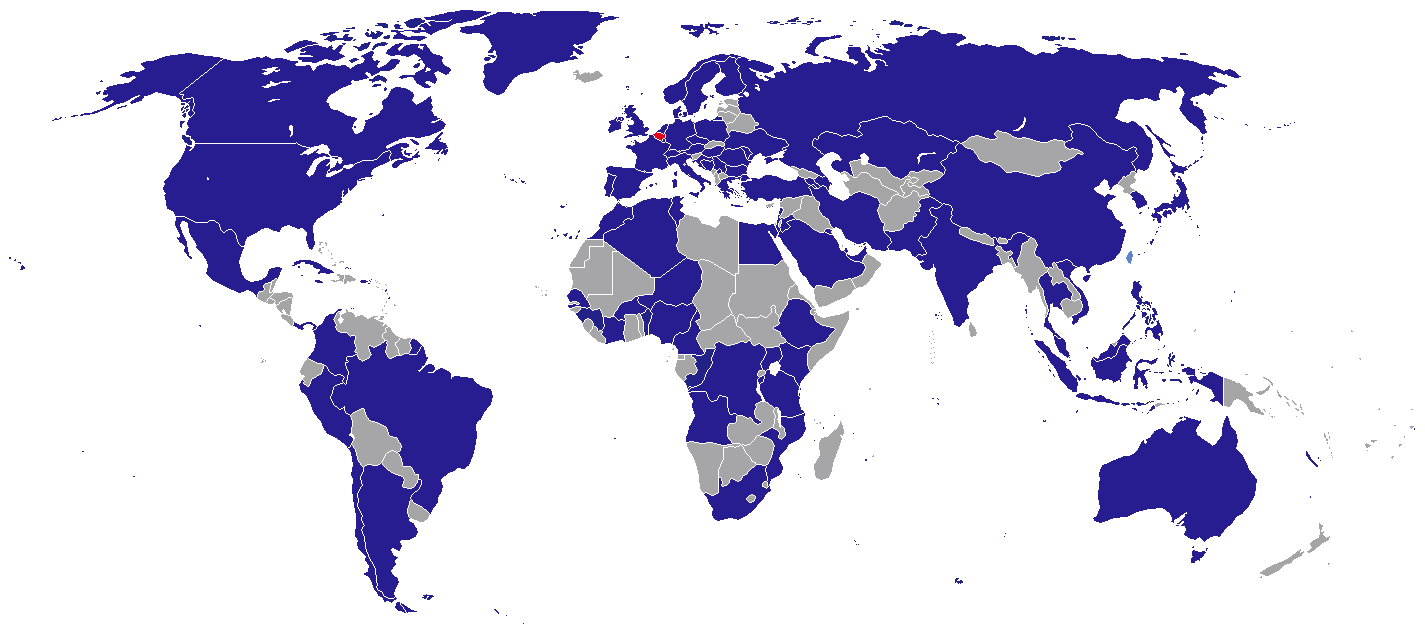

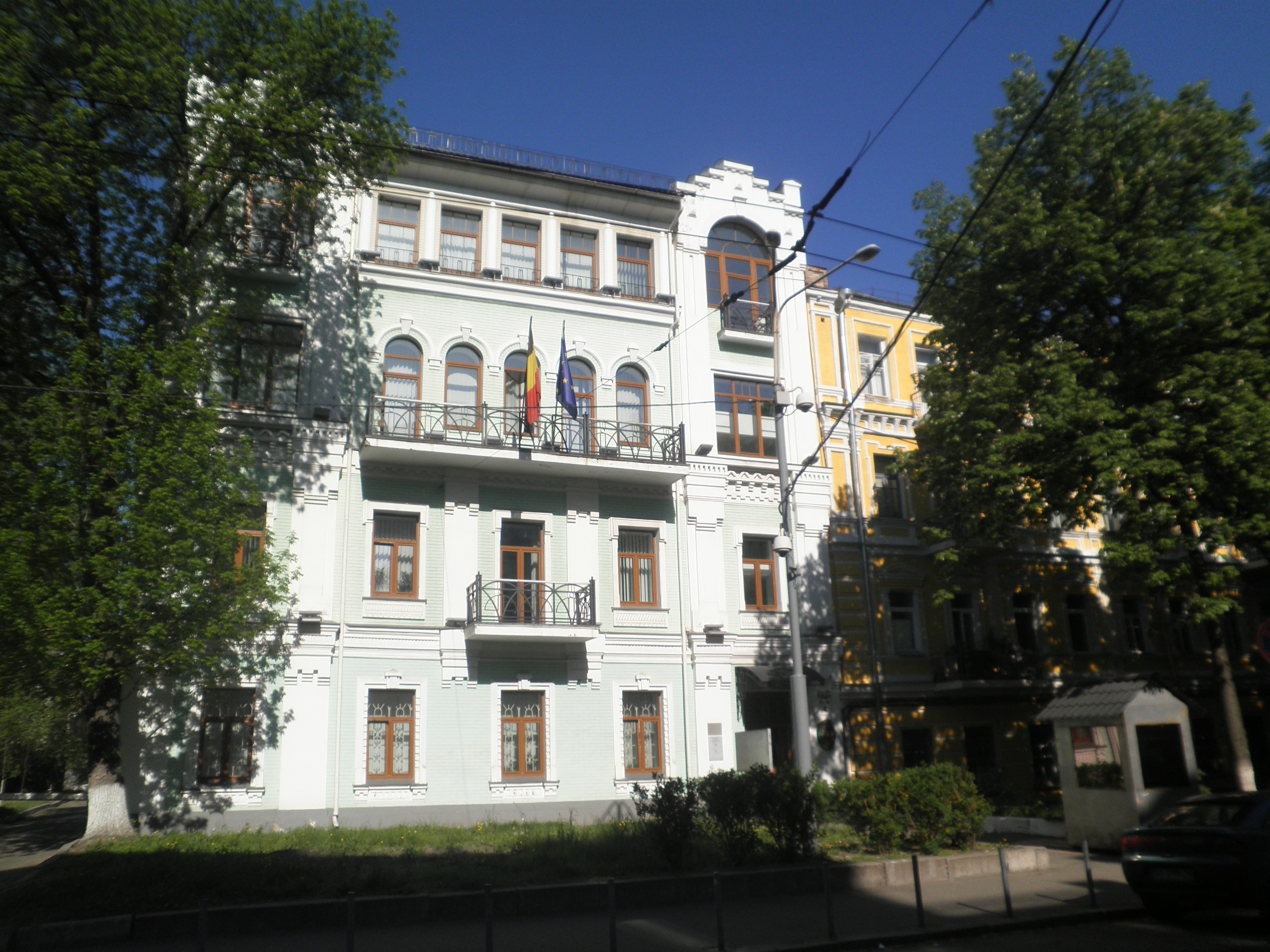
Посольство Бельгії в Києві

Бельгія має дипломатичні представництва в таких країнах і регіонах:
| Країна                        | Представництво                                                                                                  |
| ----------------------------- | --- |
| Австралія                     | - Канберра (Посольство)                                                                                         |
| Австрія                       | - Відень (Посольство)                                                                                           |
| Азербайджан                   | - Баку (Посольство)                                                                                             |
| Алжир                         | - Алжир (Посольство)                                                                                            |
| Ангола                        | - Луанда (Посольство)                                                                                           |
| Аргентина                     | - Буенос-Айрес (Посольство)                                                                                     |
| Афганістан                    | - Кабул (Дипломатичне бюро)                                                                                     |
| Болгарія                      | - Софія (Посольство)                                                                                            |
| Боснія і Герцеговина          | - Сараєво (Дипломатичне бюро)                                                                                   |
| Бразилія                      | - Бразиліа (Посольство)                                                                                         |
| Буркіна-Фасо                  | - Уагадугу (Посольство)                                                                                         |
| Бурунді                       | - Бужумбура (Посольство)                                                                                        |
| Ватикан                       | - Ватикан (Посольство)                                                                                          |
| Велика Британія               | - Лондон (Посольство)                                                                                           |
| Угорщина                      | - Будапешт (Посольство)                                                                                         |
| Венесуела                     | - Каракас (Посольство)                                                                                          |
| В'єтнам                       | - Ханой (Посольство)                                                                                            |
| Гвінея-Бісау                  | - Бісау (Консульство)                                                                                           |
| Німеччина                     | - Берлін (Посольство) - Кельн (Консульство)                                                                     |
| Греція                        | - Афіни (Посольство)                                                                                            |
| Данія                         | - Копенгаген (Посольство) - Нуук (Консульство)                                                                  |
| Єгипет                        | - Каїр (Посольство)                                                                                             |
| Ізраїль                       | - Рамат-Ган (Посольство) - Єрусалим (Консульство)                                                               |
| Індія                         | - Нью-Делі (Посольство) - Мумбаї (Консульство)                                                                  |
| Індонезія                     | - Джакарта (Посольство)                                                                                         |
| Йорданія                      | - Амман (Посольство)                                                                                            |
| Іран                          | - Тегеран (Посольство)                                                                                          |
| Ірландія                      | - Дублін (Посольство)                                                                                           |
| Іспанія                       | - Мадрид (Посольство) - Аліканте (Консульство) - Барселона (Консульство) - Санта-Крус-де-Тенерифе (Консульство) |
| Італія                        | - Рим (Посольство) - Мілан (Консульство)                                                                        |
| Казахстан                     | - Астана (Посольство)                                                                                           |
| Камерун                       | - Яунде (Консульство)                                                                                           |
| Канада                        | - Оттава (Посольство) - Монреаль (Консульство) - Торонто (Консульство)                                          |
| Катар                         | - Доха (Посольство)                                                                                             |
| Кенія                         | - Найробі (Посольство)                                                                                          |
| Кіпр                          | - Нікосія (Посольство)                                                                                          |
| КНР                           | - Пекін (Посольство) - Гонконг (Консульство) - Гуанчжоу (Консульство) - Шанхай (Консульство)                    |
| Колумбія                      | - Богота (Посольство)                                                                                           |
| Демократична Республіка Конго | - Кіншаса (Посольство)                                                                                          |
| Республіка Конго              | - Браззавіль (Посольство)                                                                                       |
| Південна Корея                | - Сеул (Посольство)                                                                                             |
| Косово                        | - Приштина (Дипломатичне бюро)                                                                                  |
| Коста-Рика                    | - Сан Хосе (Посольство)                                                                                         |
| Кот-д'Івуар                   | - Абіджан (Посольство)                                                                                          |
| Куба                          | - Гавана (Посольство)                                                                                           |
| Кувейт                        | - Ель-Кувейт (Посольство)                                                                                       |
| Латвія                        | - Рига (Посольство)                                                                                             |
| Ліван                         | - Бейрут (Посольство)                                                                                           |
| Лівія                         | - Триполі (Посольство)                                                                                          |
| Литва                         | - Вільнюс (Посольство)                                                                                          |
| Люксембург                    | - Люксембург (Посольство)                                                                                       |
| Малайзія                      | - Куала-Лумпур (Посольство)                                                                                     |
| Мальта                        | - Флоріана (Посольство)                                                                                         |
| Марокко                       | - Рабат (Посольство) - Касабланка (Консульство) - Танжер (Консульство)                                          |
| Мексика                       | - Мехіко (Посольство)                                                                                           |
| Нігерія                       | - Абуджа (Посольство)                                                                                           |
| Нідерланди                    | - Гаага (Посольство)                                                                                            |
| Норвегія                      | - Осло (Посольство)                                                                                             |
| Об'єднані Арабські Емірати    | - Абу-Дабі (Посольство)                                                                                         |
| Пакистан                      | - Ісламабад (Посольство)                                                                                        |
| Перу                          | - Ліма (Посольство)                                                                                             |
| Польща                        | - Варшава (Посольство)                                                                                          |
| Португалія                    | - Лісабон (Посольство)                                                                                          |
| Росія                         | - Москва (Посольство) - Санкт-Петербург (Консульство)                                                           |
| Руанда                        | - Кігалі (Посольство)                                                                                           |
| Румунія                       | - Бухарест (Посольство)                                                                                         |
| Саудівська Аравія             | - Ер-Ріяд (Посольство)                                                                                          |
| Сенегал                       | - Дакар (Посольство)                                                                                            |
| Сербія                        | - Белград (Посольство)                                                                                          |
| Сингапур                      | - Сингапур (Посольство)                                                                                         |
| Сирія                         | - Дамаск (Посольство)                                                                                           |
| Словаччина                    | - Братислава (Посольство)                                                                                       |
| Словенія                      | - Любляна (Посольство)                                                                                          |
| США                           | - Вашингтон (Посольство) - Атланта (Консульство) - Лос-Анжелес (Консульство) - Нью-Йорк (Консульство)           |
| Таїланд                       | - Бангкок (Посольство)                                                                                          |
| Танзанія                      | - Дар-ес-Салам (Посольство)                                                                                     |
| Туніс                         | - Туніс (Посольство)                                                                                            |
| Туреччина                     | - Анкара (Посольство) - Стамбул (Консульство)                                                                   |
| Уганда                        | - Кампала (Посольство)                                                                                          |
| Україна                       | - Київ (Посольство Бельгії в Україні)                                                                           |
| Філіппіни                     | - Маніла (Посольство)                                                                                           |
| Фінляндія                     | - Гельсінкі (Посольство)                                                                                        |
| Франція                       | - Париж (Посольство) - Лілль (Консульство) - Марсель (Консульство) - Страсбург (Консульство)                    |
| Хорватія                      | - Загреб (Посольство)                                                                                           |
| Чехія                         | - Прага (Посольство)                                                                                            |
| Чилі                          | - Сантьяго (Посольство)                                                                                         |
| Швейцарія                     | - Берн (Посольство) - Женева (Консульство)                                                                      |
| Швеція                        | - Стокгольм (Посольство)                                                                                        |
| Естонія                       | - Таллін (Посольство)                                                                                           |
| Ефіопія                       | - Аддис-Абеба (Посольство)                                                                                      |
| ПАР                           | - Преторія (Посольство) - Йоханнесбург (Консульство) - Кейптаун (Консульство)                                   |
| Ямайка                        | - Кінгстон (Посольство)                                                                                         |
| Японія                        | - Токіо (Посольство)                                                                                            |